# Crudia blancoi
Crudia blancoi är en ärtväxtart som beskrevs av Robert Allen Rolfe. Crudia blancoi ingår i släktet Crudia, och familjen ärtväxter. Inga underarter finns listade i Catalogue of Life.